# Víktor But
Víktor Bout (en ruso: Виктор Бут, 13 de enero de 1967; Dusambé, RSS de Tayikistán), más conocido como el Mercader de la muerte, es un empresario y traficante de armas soviético.
El 8 de marzo de 2008, Víktor But fue detenido en Tailandia en una operación conjunta llevada a cabo por varios países con asistencia de Interpol. Víktor rechazó las acusaciones por el tráfico de armas.
El 5 de abril de 2012, una jueza federal de Nueva York le impuso una condena de 25 años de cárcel por vender armas al grupo terrorista de las Fuerzas Armadas Revolucionarias de Colombia (FARC).
El 8 de diciembre de 2022, Viktor fue liberado en un intercambio de prisioneros con la jugadora de baloncesto Brittney Griner, en el Aeropuerto Internacional de Abu Dabi.

## Biografía
En 2002 afirmó o insinuó en una entrevista radiofónica en Moscú haber nacido en Asjabad, Turkmenistán. Un informe de la inteligencia sudafricana emitido en 2001 sostiene que es ucraniano. Usa más de un pasaporte y de entre sus alias destacan nombres como Vadim S. Aminov, Víktor Anatólievich But y Víktor S. Bulakin. Es por la incertidumbre respecto de su verdadera identidad y origen por lo que ha resultado difícil seguirle y su figura tiene cierto carácter mítico. Se sabe en todo caso que su hermano Sergei trabaja para él, que está casado y tiene por lo menos una hija.
Según él mismo, fue oficial de la Fuerza Aérea Soviética y se graduó en el Instituto Militar de Lenguas Extranjeras de Moscú, famoso lugar de entrenamiento para el Directorio Principal de Inteligencia, el GRU, vasta red de espías militares a cargo del flujo armamentista hacia los movimientos revolucionarios africanos y los estados comunistas del tercer mundo. Se dice que habla con fluidez inglés, francés, portugués, uzbeko y varias lenguas africanas, además de la lengua auxiliar esperanto. Fuentes oficiales estadounidenses afirman que trabajó como traductor para las fuerzas de paz en Angola a finales de los años 1980. La inteligencia británica y la sudafricana dicen que fue enviado por la KGB a Roma desde 1985 hasta 1989, mientras él niega cualquier tipo de vinculación con el espionaje. Su vida inspiró la película Lord of War, donde el personaje protagonista fue interpretado por Nicolas Cage.

## Su negocio
Al colapso de la Unión Soviética, la Fuerza Aérea Rusa quedó en una situación de desamparo financiero para el mantenimiento y combustible de sus naves, frente a la cual But ya se había puesto a trabajar por cuenta propia. Poco después estaría comerciando armamento restante del bloque comunista a antiguos clientes como dictadores, guerrillas y gobiernos inestables en África, Colombia y Asia. Sus primeras entregas de armas conocidas las hizo en 1992 a la Alianza del Norte afgana. Un reactor MiG-21 talibán interceptó un avión de carga suyo tres años más tarde, el cual transportaba millones de cartuchos destinados al gobierno de Kabul. La tripulación fue hecha prisionera hasta una espectacular fuga un año después a bordo de un Iliushin que despegó desde Kandahar. Pakistán, Arabia Saudita y Emiratos Árabes Unidos fueron los únicos países en reconocer al gobierno talibán una vez que subió al poder, y fue en este último, específicamente en el emirato de Sharjah, donde But instaló su principal base para comerciar con él. Documentos encontrados en Kabul demuestran que a partir de 1998 el gobierno afgano pagó 50 millones de dólares en total por material bélico, y, según Washington, también drogas y milicianos. Mientras tanto había expandido desde hacía tiempo su negocio al África, donde estableció estrechas relaciones con el exdictador liberiano Charles Ghankay Taylor, el dictador Mobutu Sese Seko del Zaire (actual República Democrática del Congo), el libio Muamar el Gadafi y el líder rebelde angoleño Jonas Savimbi. En ese entonces, para volar a escala internacional los aviones debían registrarse con la serie de letras propias del país que realizaba su mantenimiento, imprimiéndosela en la cola. But los registraba varias veces en diferentes lugares y así eludía las normas de la aviación internacional, especialmente en Liberia -acorde a un informe de las Naciones Unidas (ONU) del 2000-, país que vendió su registro a socios que le ayudaron a erigir su negocio. La Oficina de Matriculación de las Aeronaves liberiana era dirigida desde Kent, Inglaterra, y ofrecía servicios burocráticos de licencias y registros sin inspección en los aviones. El mismo grupo controlaba el registro de Guinea Ecuatorial, donde But reinició el tráfico cuando la presión internacional en contra suya aumentó en Liberia. Tanto su flota en Liberia, inscrita en la empresa Central Africans Airlines, como la que tenía en Guinea Ecuatorial, que operaba en Air Cess, funcionaban con los mismos teléfonos en Sharjah. Su flota llegó a constar de 28 aviones de carga de segunda mano.

## But "el Intocable"
La personalidad de Víktor But ha contribuido a su éxito. Se dice que es un hombre educado, inteligente, ambicioso, pero prudente y modesto. Sobre todo, no se le conoce inclinación política y es su falta de escrúpulos en este sentido lo que seguramente más ha jugado a su favor: al mismo tiempo que proveía a su amigo Ahmad Shah Masud, líder de la Alianza del Norte afgana, vendía su mercancía a los talibanes; su flota voló al mismo tiempo para el gobierno de Angola y para la rebelión de la UNITA; un avión suyo rescató a Joseph Mobuto Sese Seko del sitiamiento en que lo tenían los rebeldes a quienes les había vendido armas; colaboró con Charles Taylor, las FARC colombianas y Gadafi. Se le conocen negocios de otra índole como el transporte en 1993 de fuerzas de paz de la ONU belgas a Somalía en el marco de la operación "Devolver la esperanza", o el traslado en 1994 de 2.500 soldados franceses a Ruanda para frenar la matanza que allí había o el de negociadores de paz a Filipinas, donde la banda terrorista local vinculada a Al Qaeda, Abu Sayyaf, tenía rehenes, además del envió de suministros al Programa Mundial de Alimentos al África y de materiales humanitarios a Sri Lanka en 2004. Ha participado en varias misiones para las Naciones Unidas en los mismos lugares en catástrofe producto de su venta de armas, tanto en el África como en Afganistán e Irak, donde prestó sus servicios para los Estados Unidos y Reino Unido. Es por esta última razón que ha permanecido inmune ante el proyecto de resolución dictado por la ONU en el 2004, consistente en congelar los bienes y las mercancías de quienes habían apoyado al depuesto dictador de Liberia, Charles Taylor. También por esto el gobierno británico, a petición del estadounidense, excluyó a But de su "lista negra" ese mismo año, luego de que cuatro años antes Peter Hain, entonces a cargo de la Foreign Office en el África, lo declarase el mayor obstáculo para el embargo de armas en Angola y en Sierra Leona. Ha violado además embargos de armas en Liberia y la República Democrática del Congo. La Interpol emitió una alerta roja solicitando su detención, aun sin pruebas contundentes. Pese a las presiones y la persecución en su contra, sus negocios se mantienen dentro de una laguna legal que la jurisprudencia internacional no puede prohibir.

## Extradición y juicio
But fue detenido en Tailandia en 2008, donde permaneció encarcelado hasta que en el 2010 fue extraditado a Estados Unidos.  
Una jueza federal de Nueva York le condenó a 25 años de cárcel el 5 de abril de 2012, después de que un jurado popular lo hallara culpable de conspirar para matar a ciudadanos estadounidenses y vender armas a las FARC colombianas.
Viktor But siempre ha insistido en su inocencia y ha denunciado que su proceso ha sido una operación política.
El fiscal Preet Bharara aseguró que "fue durante años el traficante de armas número uno en algunos de los conflictos más violentos del mundo".
Desde su captura, el Gobierno de Rusia ha apoyado a But e intentó impedir su extradición. Ante la sentencia condenatoria Rusia asegura que es más consecuencia de la acción del gobierno estadounidense que del "examen objetivo de los hechos".
Numerosas organizaciones no gubernamentales internacionales creen que But encabezó durante años una de las mayores redes privadas de contrabando de armas del mundo. Según la directora de la organización Conflict Awareness Project, Kathi Lynn Austin, la sentencia contra But sienta “un precedente mundial en la batalla por acabar con los traficantes ilegales de armas” y demuestra que "cuando existe voluntad política, la ley es el arma más poderosa contra los mayores violadores de los derechos humanos". Señala, asimismo, la necesidad de un sólido tratado sobre comercio de armas, que "de una vez por todas regule los intermediarios en el comercio de armas a los que actualmente se permite actuar sin regulación internacional".
Viktor fue intercambiado por la jugadora de baloncesto, Brittney Griner, en el aeropuerto de Abu Dhabi el 8 de diciembre de 2022.

## Retorno a Rusia
El 9 de diciembre de 2022, Viktor Bout concedió una entrevista a María Bútina para RT, donde afirmó que no creía que fuera importante para la política rusa. El 10 de diciembre, Bout apoyó públicamente la invasión rusa de Ucrania y dijo que se ofrecería como voluntario si tuviera la oportunidad y las habilidades.
El 12 de diciembre de 2022, el líder del Partido Liberal-Demócrata de Rusia (LDPR), Leonid Slutsky, anunció que Bout se había unido al LDPR.